# دیسکاوری ایر
دیسکاوری ایر (انگلیسی: Discovery Air) شرکت هوانوردی کانادایی است، که در سال ۲۰۰۴ توسط دیوید تیلور تأسیس شد.